# 松崎駅 (鳥取県)
松崎駅（まつざきえき）は、鳥取県東伯郡湯梨浜町大字中興寺字松原（松崎地区）にある西日本旅客鉄道（JR西日本）山陰本線の駅である。
東郷温泉への玄関口の駅である。

## 歴史
- 1904年（明治37年）3月15日：官設鉄道倉吉駅 - 当駅間延伸時に終着駅として開設[1]。客貨取扱開始[1]。当駅で鉄道開通式が開かれる。
- 1905年（明治38年）5月15日：官設鉄道が当駅から青谷駅まで延伸。途中駅となる。
- 1909年（明治42年）10月12日：線路名称制定。山陰本線の所属となる。
- 1972年（昭和47年）2月10日：貨物取扱廃止[1]。
- 1986年（昭和61年）11月1日：荷物扱い廃止[1]。
- 1987年（昭和62年）4月1日：国鉄分割民営化に伴い、西日本旅客鉄道（JR西日本）の駅となる[1]。
- 1993年（平成5年）3月下旬：自動券売機設置、使用開始[3]。
- 2015年（平成27年）3月31日：簡易委託解除、終日無人駅化[4]
- 2025年（令和7年）3月15日：ICカード「ICOCA」の利用が可能となる[5][6]。

## 駅構造
元々は単式・島式ホーム2面3線を有する地上駅であったが、2003年（平成15年）、鳥取県鉄道高速化事業により米子寄り分岐について1線スルー化工事が行われ、上下通過列車が2番線（島式側）を通過するようになった。同時に旧3番線（上下副本線）は撤去され、相対式ホーム2面2線となった。木造駅舎を備える。
その2番のりば（本線）は停車列車同士の行違いが無い限りは特急通過用として使用されており、停車列車は上下線共に原則駅舎側1番のりば（副本線）に停車する。両ホームは跨線橋で連絡している。
無人駅。駅舎内に簡易式券売機がある。便所は改札外・改札内（1番のりば）共に男女共用の水洗式。構内及び隣接している観光案内所にコインロッカーは無い。

### のりば
| のりば | 路線     | 方向 | 行先           | 備考         |
| ------ | -------- | ---- | -------------- | ------------ |
| 1      | 山陰本線 | 上り | 浜村・鳥取方面 |              |
| 1      | 山陰本線 | 下り | 倉吉・米子方面 |              |
| 2      | 山陰本線 | 下り | 倉吉・米子方面 | 行違い時のみ |

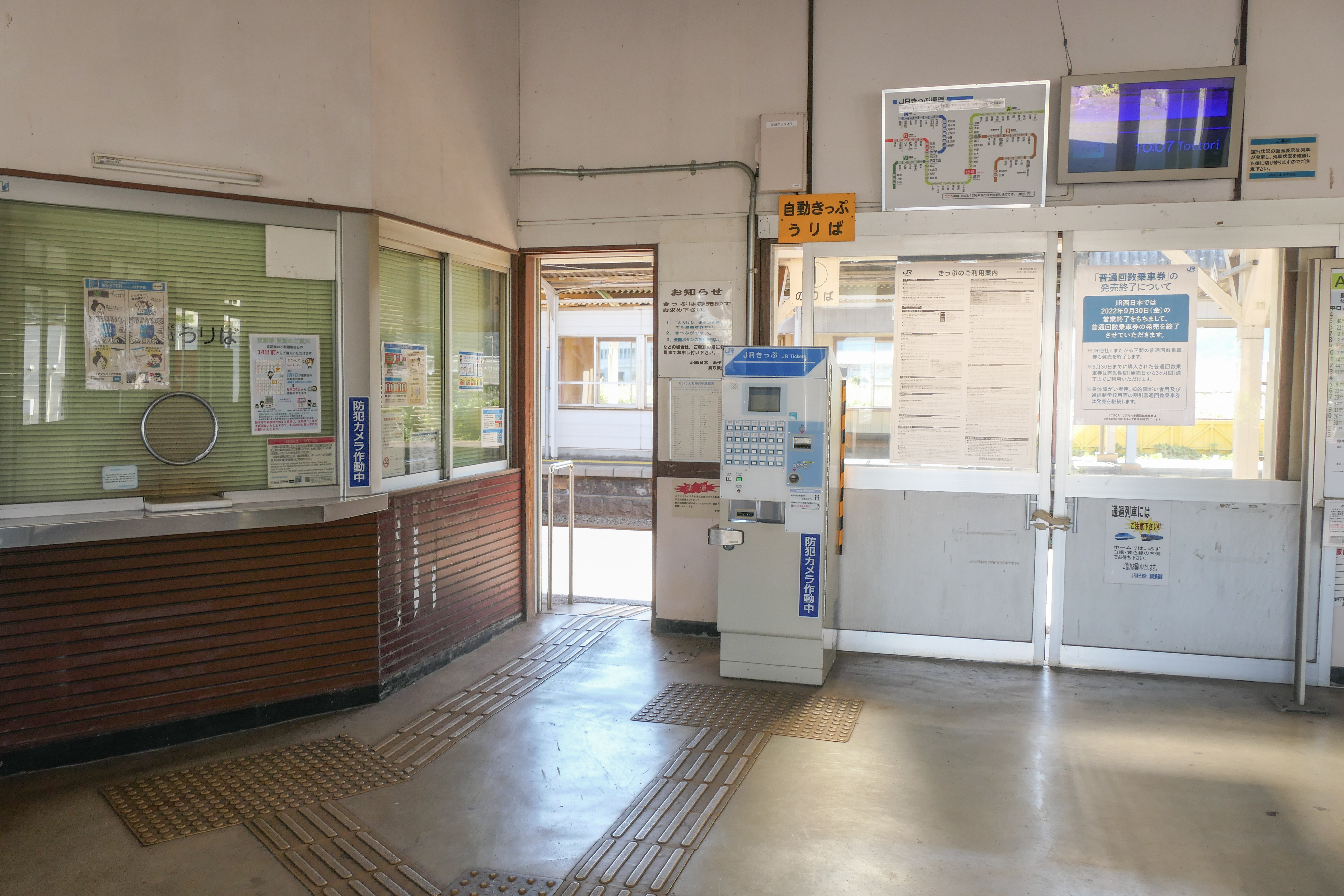
きっぷ券売機・改札口（2022年9月）
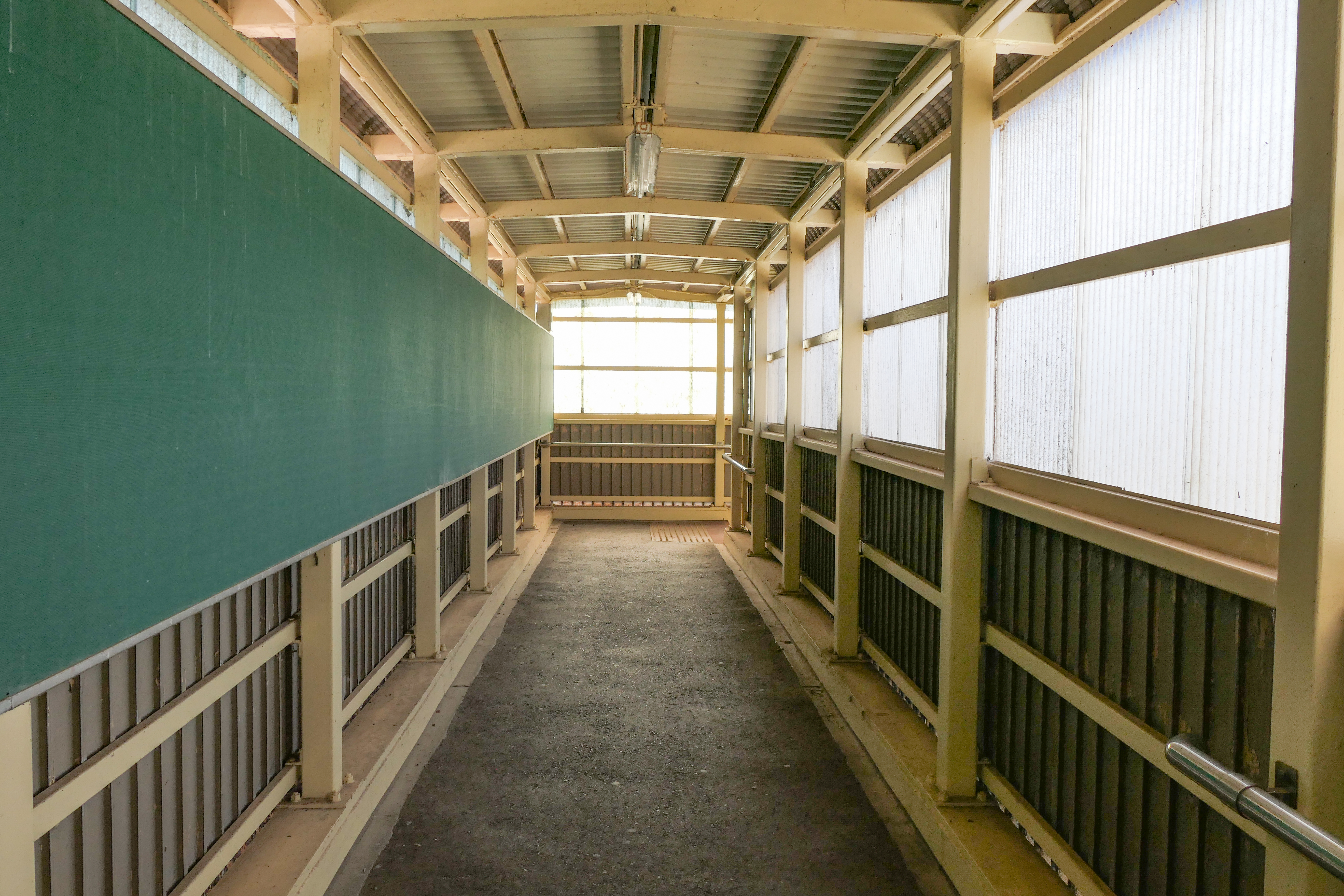
跨線橋内（2022年9月）
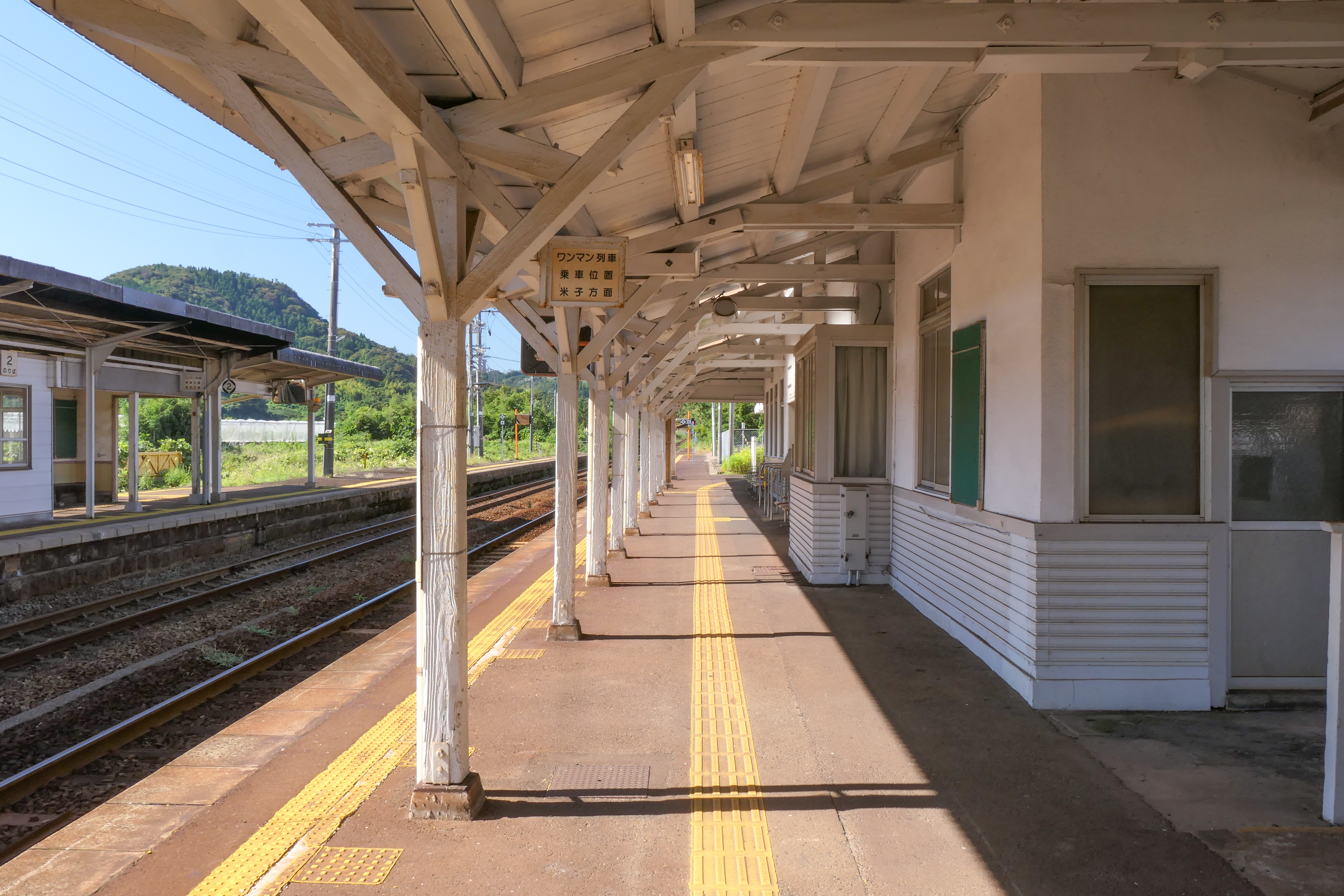
1番のりば（2022年9月）
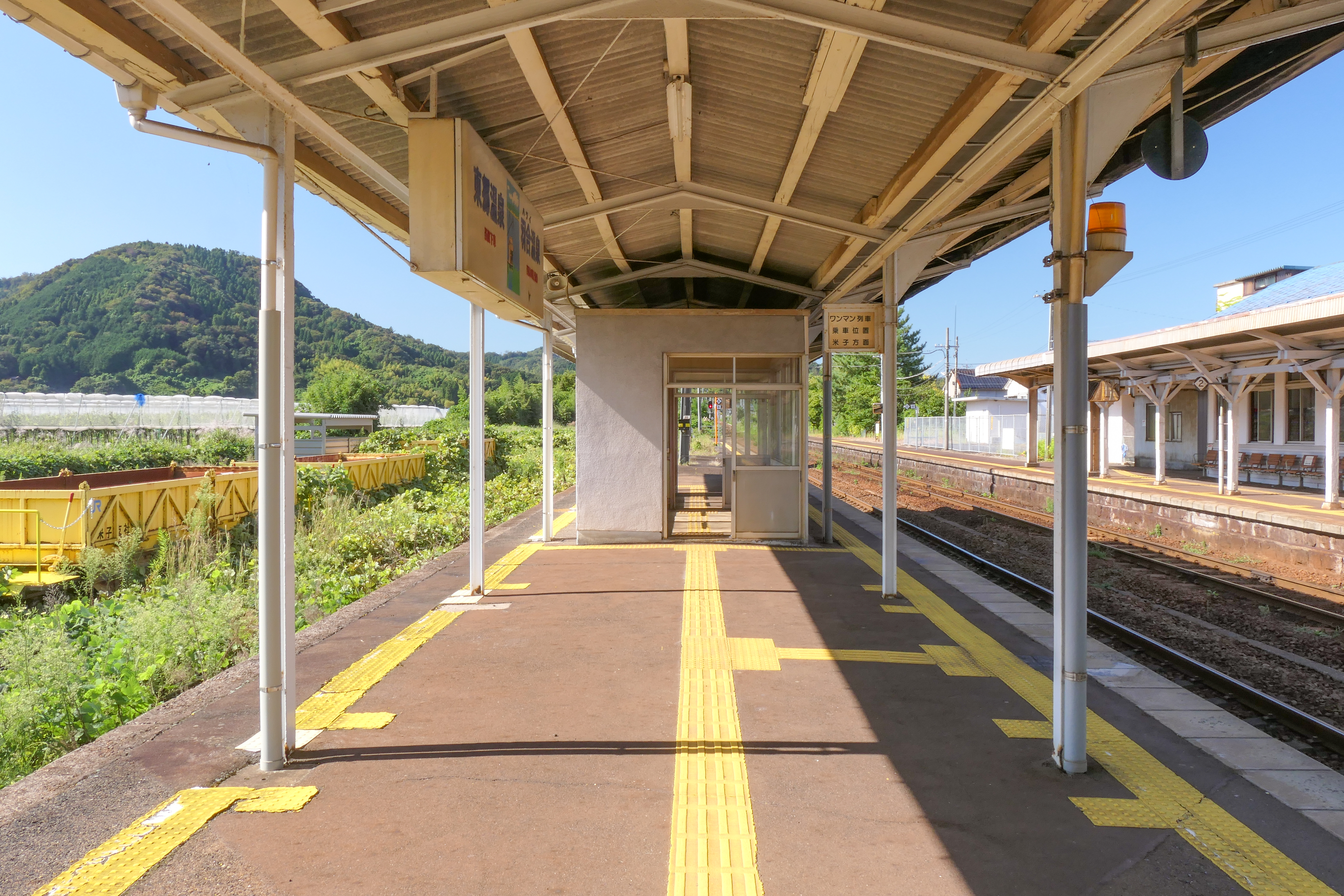
2番のりば（2022年9月）

## 利用状況
| 1日乗降人員推移 | 1日乗降人員推移 |
| 年度            | 1日平均人数     |
| --------------- | --------------- |
| 2011年          | 542             |
| 2012年          | 529             |
| 2013年          | 509             |
| 2014年          | 484             |
| 2015年          | 472             |
| 2016年          | 456             |
| 2017年          | 436             |
| 2018年          | 420             |
| 2019年          | 416             |
| 2021年          | 316             |

## 駅周辺

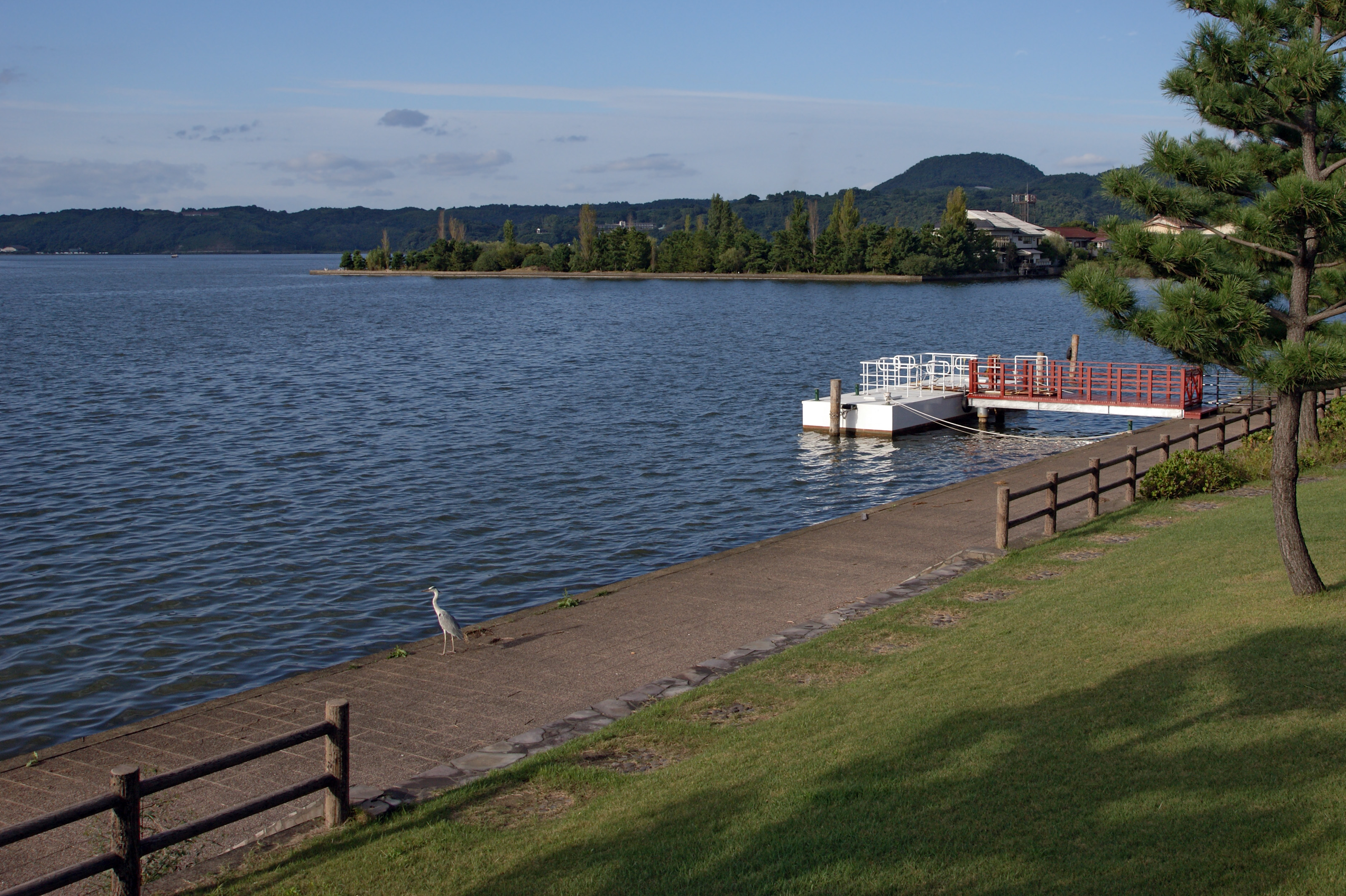
東郷湖

- 東郷湖：湖畔に燕趙園、東郷温泉、はわい温泉
- 湯梨浜町役場東郷庁舎
- 松崎郵便局
- 鳥取県道22号倉吉青谷線
- 山陰合同銀行松崎支店
- 倉吉信用金庫東郷支店
- 交流センターゆるりん館
- 日本交通松崎営業所
- 湯梨浜町中央公民館
- 湯梨浜町立図書館
- 倉吉警察署松崎警察官駐在所
- 湯梨浜中学校・高等学校
- 国民宿舎水明荘

## 隣の駅
西日本旅客鉄道（JR西日本）
 山陰本線
■快速「とっとりライナー」（上り）
青谷駅 ← 松崎駅 ← 倉吉駅
■快速「とっとりライナー」（下り）・■普通
泊駅 - 松崎駅 - 倉吉駅